# Liberalismo en el México independiente

## Antecedentes históricos.

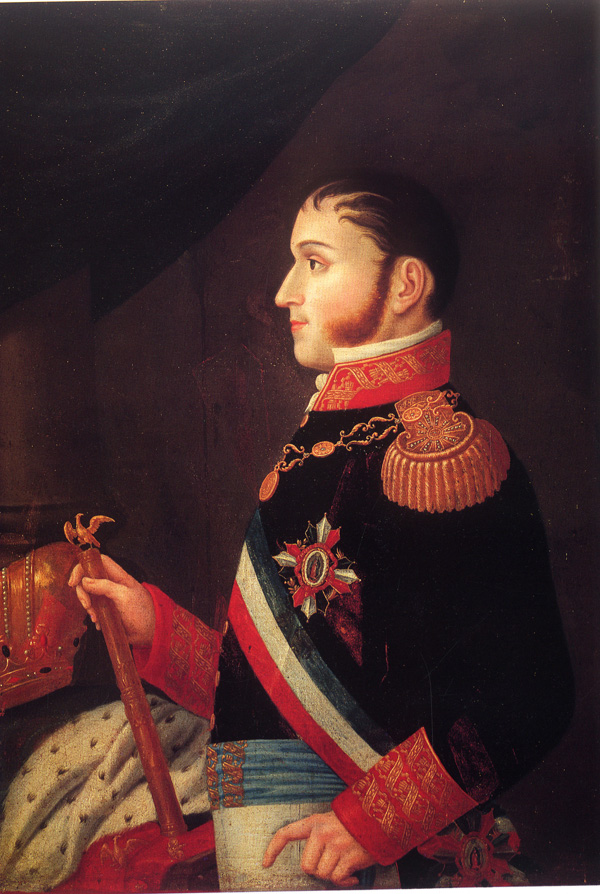
Agustín de Iturbide retrato del, tomado del libro: Guadalupe Jiménez Codinach, México. Su tiempo de nacer. 1750-1821.

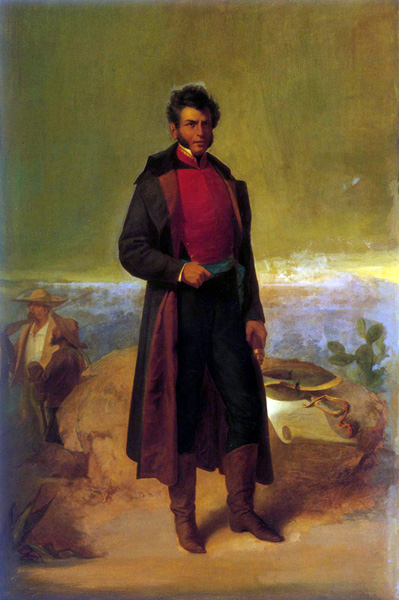
Vicente Guerrero sostuvo la lucha por la independencia hasta su consumación, junto con Iturbide, en 1821. Cuadro de Ramón Sagredo

En el año de 1820, en España triunfa el movimiento liberal encabezado por el general Rafael del Riego, acontecimiento que genera en la Nueva España un enfrentamiento entre conservadores y liberales. Los liberales buscaban restablecer la constitución de 1812 para recuperar la autonomía del virreinato. Los conservadores eligen como representante militar a Agustín de Iturbide, quien en ese momento estaba siendo sometido a un proceso militar por los abusos cometidos por sus tropas en la región del Bajío.
Agustín de Iturbide aprovechó la oportunidad de volver al servicio para partir al sur del país, con la excusa de combatir a Vicente Guerrero, pero buscando principalmente convencerlo de unirse a él para conciliar los deseos de ambos bandos.
Después de una campaña militar y el intercambio de diversas cartas entre ambos líderes se pacta una reunión cerca de Chilpancingo, en donde se pacta la paz entre Guerrero e Iturbide con el famoso abrazo de Acatempan.
El 24 de febrero de 1821 se proclamó el Plan de Iguala, respaldado por el recién creado Ejército Trigarante. Posteriormente, el Ejército Trigarante emprendió una campaña por el país en busca del apoyo de distintos generales militares, lo que culminó con la entrada de Iturbide en la Ciudad de México el 27 de septiembre de 1821. Al día siguiente se instituyó la Junta de gobierno, Agustín de Iturbide fue elegido presidente de dicha Junta. Más tarde ese mismo día se llevó a cabo la firma del Acta de Independencia del Imperio Mexicano, con la que se declara la independencia del Imperio Mexicano respecto a España.

## Temas de mayor interés.

### Finanzas

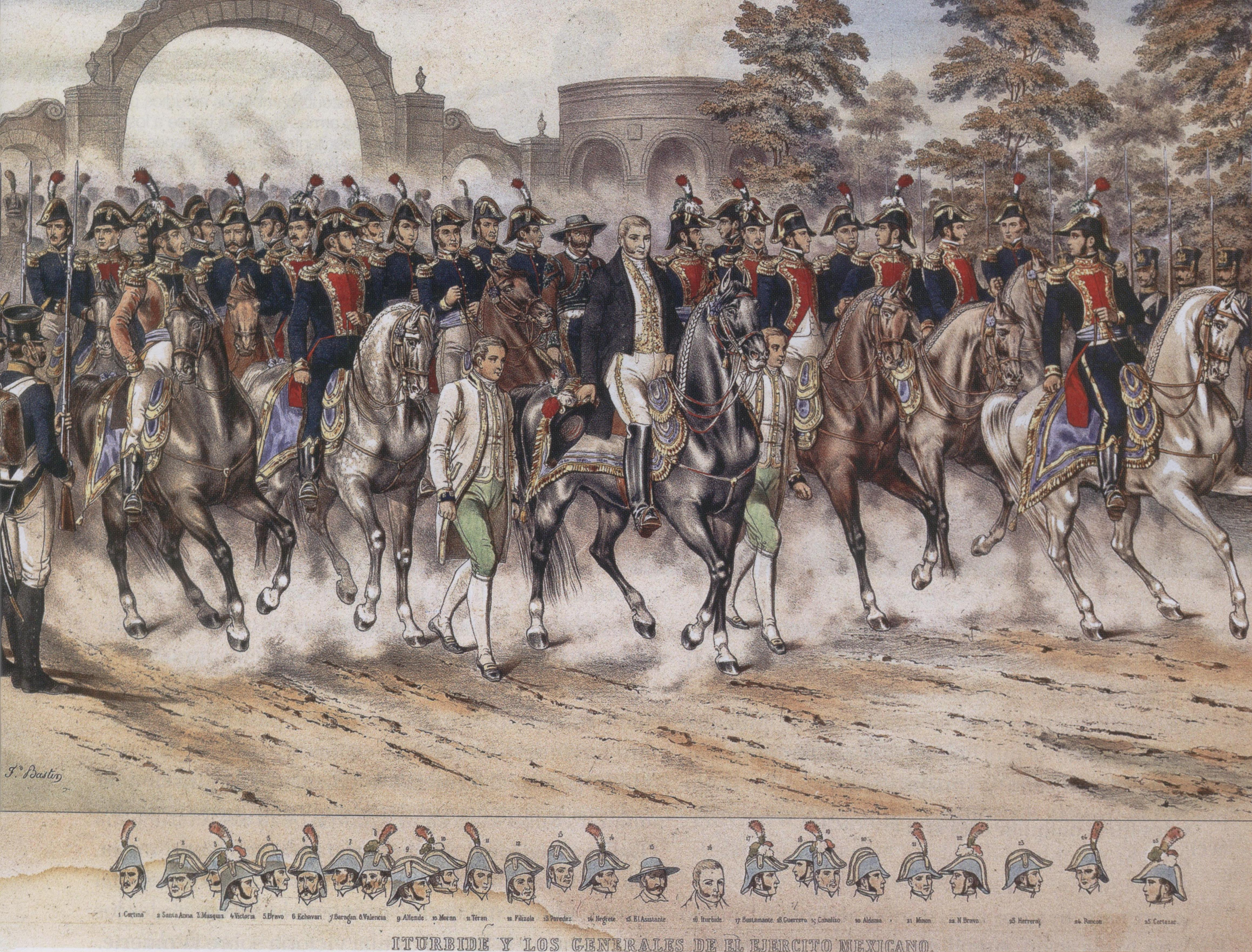
Iturbide y Guerrero entre los generales del Ejército Trigarante.

La situación económica del nuevo Estado no era muy buena debido a varias razones: la larga guerra de independencia, la fragmentación administrativa debido al control insurgente de la mayoría del territorio y los intentos de reconquista española en México. primeras preocupaciones de este grupo liberal fuera de índole económico: ellos defendían que la solución al problema de hacienda era la reducción impositiva y el reemplazo de los ingresos tributarios por impuestos simples en las aduanas portuarias, estimular el comercio mediante la apertura al intercambio libre entre Estados (retirando las alcabalas) y dejando que la prosperidad irrestricta tomara su curso natural. Jugaba la desamortización de los bienes del clero para sanear el fisco (sobre todo remediando la carga de los empréstitos contraídos después de la Guerra de Independencia), idea que se mantendría en la mente de este grupo hasta su aplicación real en 1856 por medio de la Ley Lerdo.
Esta postura tendría su contraparte en un grupo conservador que consideraba que la solución al problema económico del país era la centralización, el mercantilismo y la protección de la industria nacional y que no se debían tocar los bienes de la Iglesia. Este choque de opiniones respecto a los bienes eclesiásticos será un factor crucial en el desarrollo de las instituciones de los siguientes años hasta la separación definitiva de los asuntos civiles y religiosos por Benito Juárez en 1859.

Uno de los mayores teóricos liberales del país en la primera ola de liberales fue José María Luis Mora, quien se dedicó a estudiar, traducir y proponer la obra de Adam Smith y Jean-Baptiste Say. La lucha contra el proteccionismo y el mercantilismo sería constante a pesar de no llegar a grandes enfrentamientos con proponentes proteccionistas como Esteban de Antuñano

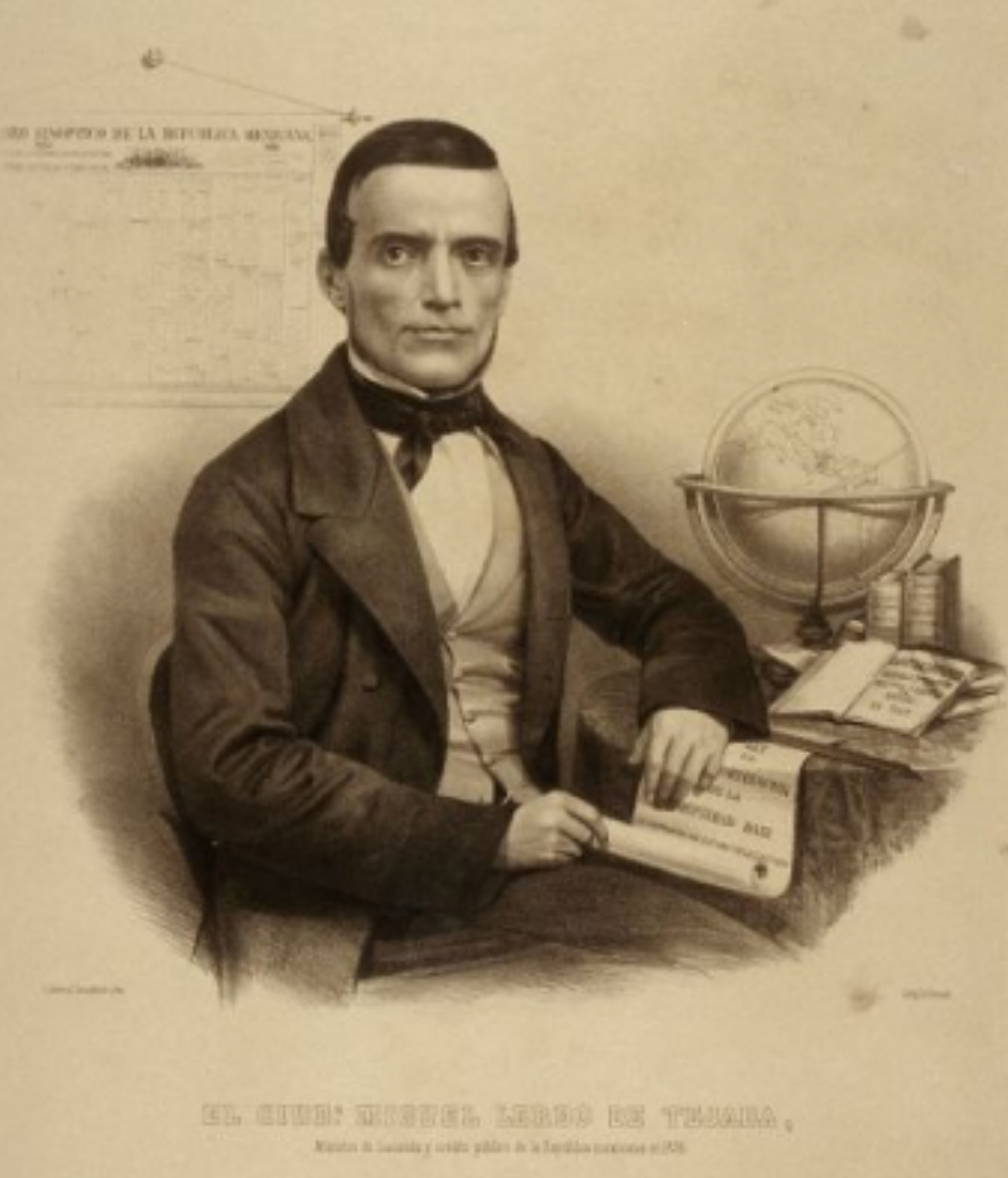
Miguel Lerdo de Tejada redactó la ley para desamortizar los bienes del clero, de las comunidades indígenas y de los ayuntamientos.

### Sociedad
Dentro de la sociedad mexicana, la institución que siempre ha repercutido fue la iglesia. "Su incidencia se debate de acuerdo al grado de identidad apropiada por los creyentes; de ahí que el poder de la iglesia se visualiza entre 1810 y 1857 como una culturalización, dada por un pueblo evidentemente católico, apostólico y romano.” 
En este tiempo se vio a "La iglesia como institución en formación y fortalecida por la posesión de riquezas materializadas expresadas en tierras, cofradías, hospitales, escuelas, y todavía de forma más determinante, el afecto e identificación de los individuos a través del credo, le permitía su injerencia en la forma de organización y acción del poder político” 

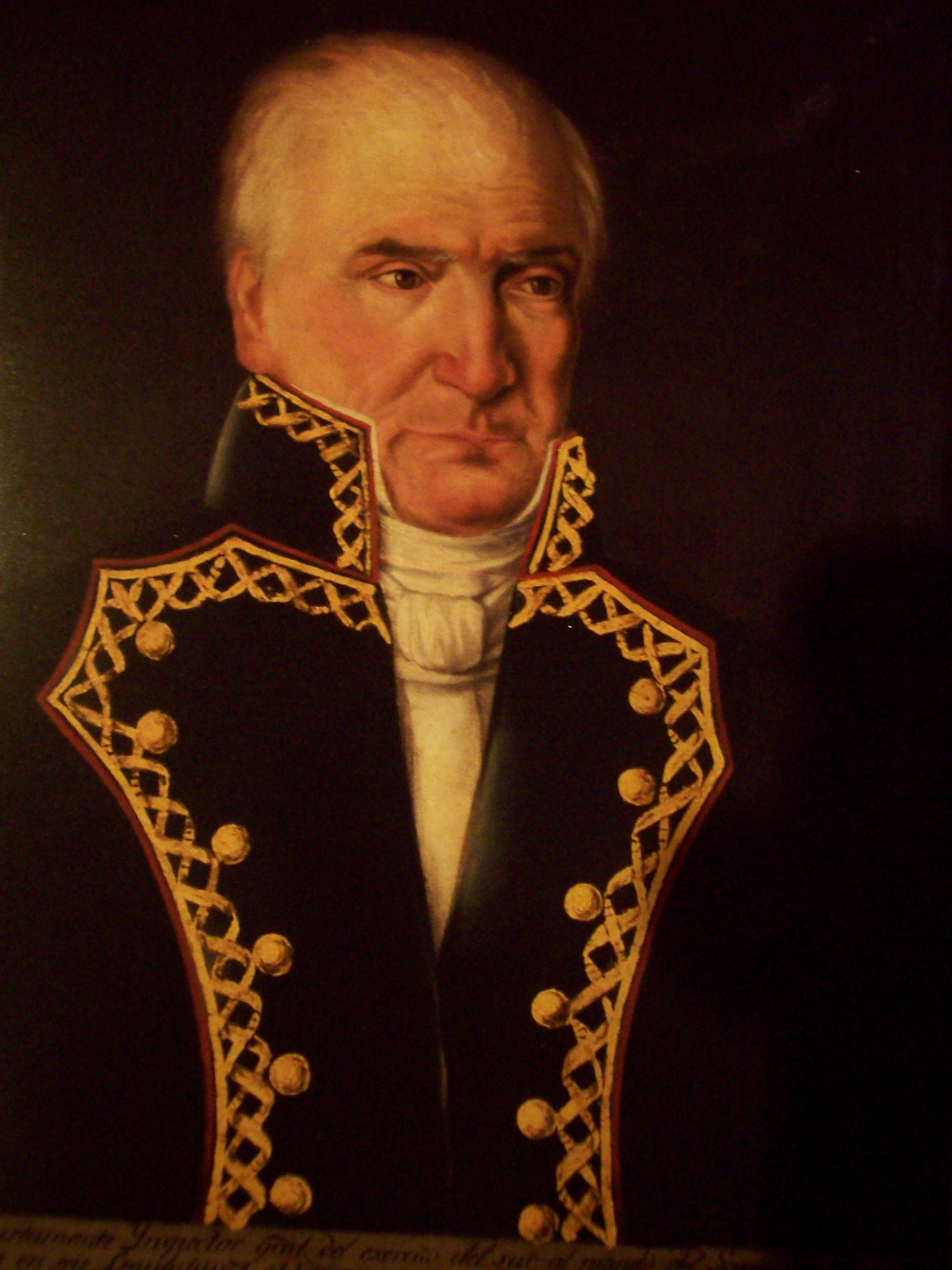
Carlos María de Bustamante.

### Educación
Una preocupación profunda era el cambio de sistema educativo, reemplazar a las corporaciones eclesiales en la labor escolar. Para ello, se invitaron a distintos sistemas, entre ellos el lancasteriano.

### Propiedad
La propiedad para el liberalismo estaba en primer orden junto a la vida y la libertad. Muchos de ellos, particularmente la segunda ola liberal, como Lerdo y Ocampo pensaban en usar la desamortización para un proceso de subastas que proveerían de un contingente de pequeños propietarios capaces de beneficiar el ajustado mercado agrícola del latifundio.
Además se tratan asuntos relacionados con el fundamento de la propiedad, donde Guridi y Alcocer argumenta que el derecho natural es anterior a cualquier pacto civil o contrato de la sociedad y que, “por tanto, si esta última lo niega, el pacto se rompe”.

### División de poderes y formas de gobierno

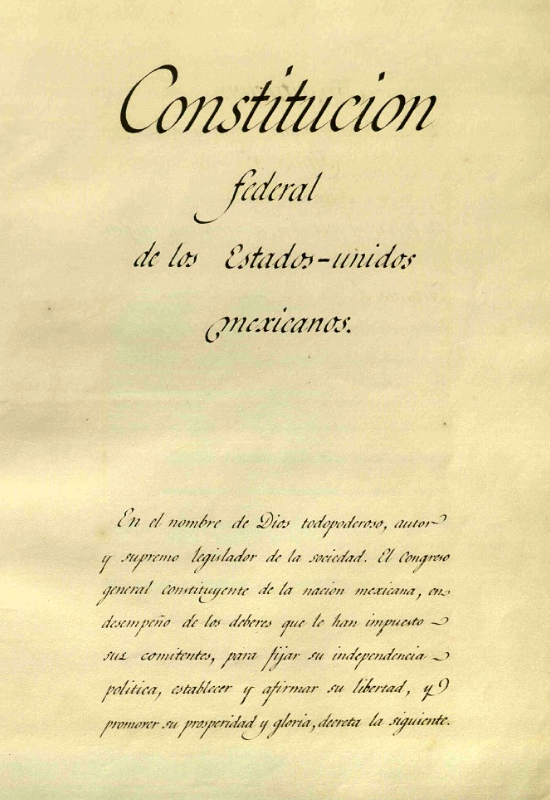
La Constitución de 1824 era liberal

Durante los primeros años del Imperio Mexicano es, principalmente, Fray Servando Teresa de Mier quien defiende la supremacía del Congreso sobre el Ejecutivo, argumentando que, dado que fue el Congreso quien lo eligió para ese puesto, tiene la supremacía.
Más adelante, después de la caída del Imperio Mexicano, se adopta una República Federal de la que Ramos Arizpe y Lorenzo de Zavala son apasionados promotores y defensores. Siendo aprobada el Acta Constitutiva de la Federación el 31 de enero de 1824, después de la aprobación de la Constitución de 1824 existían 20 estados, cuatro territorios y un Distrito Federal. Respecto a la División de Poderes, el artículo 9 del Acta Constitutiva decreta que:

«El poder supremo de la Federación se divide, para su ejercicio: en Legislativo, Ejecutivo y Judicial, y jamás podrán reunirse dos o más de estos en una corporación o persona, ni depositarse el legislativo en un individuo.»
Artículo 9.° del Acta Constitutiva de la Federación, 31 de enero de 1824.

De 1826 a 1830 sucede una complicada lucha entre los yorkinos, agrupación política que apoyaba el federalismo y es comúnmente identificada por sus tintes liberales, y los escoceses, agrupación política con opiniones contrarias. Ambos grupos tuvieron una gran influencia en la opinión de la población.
Después de múltiples problemas que trajo consigo el federalismo, en diciembre de 1836 se redactan las Siete Leyes Constitucionales, en las que se establecía una República centralista, proyecto conservador, con representación ciudadana y separación de poderes. Además, se establecía un cuarto poder, el Supremo Poder Conservador, que se encargaba de regular a los otros tres poderes.
Durante los cinco años de vigencia de estas Leyes gobernó el general Anastasio Bustamante, en el que fue uno de los periodos más turbulentos del siglo XIX.
Finalmente, con apoyo del general Antonio López de Santa Anna se llega a las Bases de Tacubaya, las cuales hacían cesar los poderes establecidos por la Constitución de 1836. Por medio de ellas se llega a un auge liberal que abarca de 1841 a 1842.
Durante estos dos años se nota una marcada diferencia entre dos grupos liberales: uno democrático, con principios de igualdad entre las personas; y uno ilustrado, principalmente aristocracia de notables.
Un gran defensor de la nación frente a una posible dictadura militar por parte de Santa Anna fue Juan Bautista Morales, quien a través de su Gallo Pitagórico criticó la tiranía y corrupción del ejército y denunció los excesos económicos que representó la guerra contra la independencia de [[Texas Tejas ( / t ɛ k s ə s / , también a nivel local / t ɛ k s ɪ z / ; [10] Español : tejas o tejas , pronunciado  [Texas] ( escuchar )Sobre este sonido ) es un estado en la región Centro Sur de los Estados Unidos . Es el segundo estado más grande de EE. UU. Por área (después de Alaska ) y población(después de California ). Texas comparte fronteras con los estados de Luisiana al este, Arkansas al noreste, Oklahoma al norte, Nuevo México al oeste, y los estados mexicanos de Chihuahua , Coahuila , Nuevo León y Tamaulipas al suroeste, y tiene una línea costera. con el Golfo de México al sureste.
Houston es la ciudad más poblada de Texas y la cuarta más grande de los EE. UU., Mientras que San Antonio es la segunda más poblada del estado y la séptima más grande de los EE. UU. Dallas-Fort Worth y el área metropolitana de Houston son la cuarta y quinta áreas estadísticas metropolitanas más grandes en el país, respectivamente. Otras ciudades importantes incluyen Austin , la segunda capital estatal más poblada de los EE. UU., Y El Paso . Texas recibe el sobrenombre de " Estado de la estrella solitaria " por su condición anterior de república independiente y como un recordatorio de la lucha del estado por la independencia deMéxico . La "Estrella Solitaria" se puede encontrar en la bandera del estado de Texas y en el sello del estado de Texas. [11] El origen del nombre de Texas proviene de la palabra táyshaʼ , que significa "amigos" en el idioma Caddo . [12]
Debido a su tamaño y características geológicas, como la falla de Balcones , Texas contiene diversos paisajes comunes a las regiones sur y suroeste de EE. UU . [13] Aunque Texas se asocia popularmente con los desiertos del suroeste de EE. UU. , Menos del diez por ciento de la superficie terrestre de Texas es desierto . [14] La mayoría de los centros de población se encuentran en áreas de antiguas praderas , pastizales , bosques y la costa . Viajando de este a oeste, se pueden observar terrenos que van desde pantanos costeros ybosques de pinos , llanuras onduladas y colinas escarpadas, y finalmente el desierto y las montañas de Big Bend .
El término " seis banderas sobre Texas " [nota 1] se refiere a varias naciones que han gobernado el territorio. España fue el primer país europeo en reclamar y controlar el área de Texas. Francia tuvo una colonia de corta duración . México controló el territorio hasta 1836 cuando Texas obtuvo su independencia, convirtiéndose en una república independiente . En 1845, [15] Texas se unió al sindicato como el estado número 28. La anexión del estado desencadenó una cadena de eventos que llevaron a la Guerra México-Estadounidense en 1846. Un estado esclavista antes de la guerra civil estadounidense, Texas declaró su secesión de los Estados Unidos a principios de 1861 y se unió oficialmente a los Estados Confederados de América el  2 de marzo del mismo año. Después de la Guerra Civil y la restauración de su representación en el gobierno federal, Texas entró en un largo período de estancamiento económico.
Históricamente, cuatro industrias principales dieron forma a la economía de Texas antes de la Segunda Guerra Mundial : ganado y bisontes, algodón, madera y petróleo. [16] Antes y después de la Guerra Civil de Estados Unidos, la industria ganadera, que Texas llegó a dominar, fue un importante motor económico para el estado, creando así la imagen tradicional del vaquero de Texas. A finales del siglo XIX, el algodón y la madera se convirtieron en industrias importantes a medida que la industria ganadera se volvió menos lucrativa. Sin embargo, en última instancia, fue el descubrimiento de importantes depósitos de petróleo ( Spindletop en particular) lo que inició un auge económico que se convirtió en la fuerza impulsora de la economía durante gran parte del siglo XX. Con fuertes inversiones en universidades, Texas desarrolló una diversificadaeconomía e industria de alta tecnología a mediados del siglo XX. A partir de 2015, ocupa el segundo lugar en la lista de la mayoría de las empresas Fortune 500 con 54. [17] Con una base creciente de la industria, el estado lidera en muchas industrias, incluyendo turismo , agricultura, petroquímica , energía , informática y electrónica , aeroespacial y ciencias biomédicas . Texas ha liderado a los Estados Unidos en ingresos por exportaciones estatales desde 2002 y tiene el segundo producto estatal bruto más alto . Si Texas fuera un estado soberano, tendría la décima economía más grande del mundo.
Cuando en 1846 surgen tendencias a favor de una monarquía y de un gobierno encabezado por las “clases pudientes”, que serán utilizadas para justificar a Maximiliano de Habsburgo, argumentando que México vivió y está acostumbrada a esta forma de gobierno, es principalmente Gutiérrez Estrada quien, a pesar de que en un principio apoya estas ideas monárquicas, defiende la integridad e independencia de México.
Finalmente, y como medida desesperada, los conservadores buscan apoyo en Santa Anna para volver a instaurar una República Centralista, proyecto que se lleva a cabo cuando, el 20 de abril de 1853, Manuel María Lombardini le entrega el poder a Santa Anna. Este, y bajo un plan desarrollado por Alamán, decreta varias leyes que van en contra de los ideales liberales, como, por ejemplo, la Ley Lares de restricción de libertad de imprenta.